# Eduardo Chillida Juantegui
Eduardo Chillida Juantegui (Sant Sebastià / Donòstia, País Basc, 10 de gener de 1924 - 19 d'agost de 2002) fou un escultor basc.

## Biografia
Inicialment futbolista, després d'una fractura de genoll va deixar el seu lloc de porter a la Reial Societat (de Donòstia) per iniciar-se en la seva vocació artística, l'escultura.
Va iniciar-se en el món de l'art el 1942 amb uns estudis d'arquitectura que abandonaria per dedicar-se al dibuix, que també va deixar, perquè no li semblava la verdadera forma de l'art per a ell i va iniciar-se en el món de l'escultura en una acadèmia d'art. Va mudar-se a la ciutat de París per conèixer els moviments artístics de la capital francesa, i va debutar amb una exposició a Les Mains Eblouis el 1950. Allà va relacionar-se amb diversos autors com Eusebio Sempere i Pablo Picasso.
Impressionat per l'escultura grega va iniciar els seus treballs amb el guix per passar després al ferro, el seu material preferit. El seu talent ben aviat fou reconegut, situant-se al costat d'autors com Constantin Brâncuşi i Giovanni Giacometti.
Una gran part de la producció artística d'Eduardo Chillida està constituïda per obres monumentals destinades a espais públics.
En l'última part de la seva vida Chillida va construir el museu Chillida-Leku, inaugurat el 2000 al caseriu de Zabalaga, al municipi d'Hernani, una construcció tradicional basca remodelada per l'autor i rodejada d'un ample jardí que avui dia conté, el que possiblement és, la més gran col·lecció de l'obra de l'artista.
El 1989 fou guardonat amb el Premi Príncep d'Astúries de les Arts. El 1991 li fou concedit al Meiji Memorial Hall de Tòquio (Japó), el premi Praemium Imperiale. Va morir el 2002 a la ciutat de Sant Sebastià.

## Obra
Les seves primeres escultures són obres figuratives, torsos humans tallats en guix com Forma, Pensadora, Maternitat, Tors o Concreció. En totes elles, el punt de partida és l'escultura grega arcaica, però s'aprecia ja la seva preocupació per la forma interior a més de tenir un marcat sentit monumental. Els jocs de volums i els valors de la massa l'acosten al llenguatge de Henry Moore. Encara que va començar a modelar obres figuratives, a poc a poc va tendir cap a formes més abstractes. El 1949 va realitzar Metamorfosi, obra que ja pot ser considerada abstracta.
Vora el 1951, amb el seu treball en la farga, s'inicia en el treball del ferro. Emprèn en aquest moment un cicle d'escultures no imitatives i va en augment la seva preocupació per la introducció d'espais oberts. Fuig de la imitació de la natura i va a la recerca de la creació i invenció. Cadascuna de les seves obres planteja un problema espacial que tracta de resoldre amb l'ajuda del material, segons les seves característiques o propietats. Ilarriak (1951) és la seva primera escultura abstracta. Significa «pedres funeràries» i està inspirada en les esteles funeràries i en les eines del poble basc. S'aprecia la relació entre la massa massissa del monòlit i l'espai que assenyala. Centrat en l'ús del ferro, va executar de vegades unes obres d'aspecte massís i altres més aeris. Sempre intentant captar l'espai a base de ritmes geomètrics que ho estructuraven arquitectònicament. Alguns exemples són Pinta del vent, Música de les esferes, Oyarak (Eco) i Espais sonors. A Pinta del vent, la naturalesa intervé com un element més, sense forçar-la. Recorre al vent i a l'aigua, intentant que tots formin part de l'escultura. Per a les portes d'Arantzazu recull ferralles i deixalles industrials que puguin servir-lo. No pretén fer unes portes on es col·loquin escultures, sinó que elles mateixes siguin les escultures.
El 1957 obre una nova etapa d'experimentació. Fins llavors en el seu llenguatge predominaven les línies horitzontals, verticals i corbes i ara adoptarà ritmes lineals més moguts i inquiets, de difícil comprensió, per exemple Ferros de tremolor o Ikaraundi (Gran tremolor), on el material ferri s'estén en l'espai sense voler capturar-lo. També elabora Rumor de límits, Modulació de l'espai, la sèrie d'assajos Enclusa de somnis, o la sèrie Abesti Goroa (Cap dalt). Són variades composicions que assentades en rudes blocs de granit o fusta, semblen estendre els seus ritmes a l'espai amb gran lleugeresa, malgrat el material, que no ho oculta. En un primer moment, el ferro va ser el material preferit per a la recerca espacial, però posteriorment va introduir altres materials com la fusta, el formigó, l'acer, la pedra o l'alabastre. En la sèrie Al voltant del buit empra l'acer, el mateix material que en Gnomon, Iru Burni o Elogi de l'arquitectura. Eduardo Chillida optarà per uns materials o altres d'acord amb les seves possibilitats estructurals. Triarà l'alabastre, la qualitat del qual posa en relleu amb l'ajuda de la llum, per fer referències a l'arquitectura. La sèrie Elogi a la llum està composta per tretze assaigs de volums ortogonals, les parets dels quals estan travessades per corredors breus i estrets que, rectes i corbs, juguen amb la llum i l'ombra.
Des de la dècada de 1980, s'especialitza en la instal·lació de peces de grans dimensions en espais urbans o en la naturalesa, que contraposen la massa i l'espai. La sèrie Lloc de trobades està composta per enormes peces que apareixen suspeses en l'aire penjant de cables d'acer.

## Recull d'obres

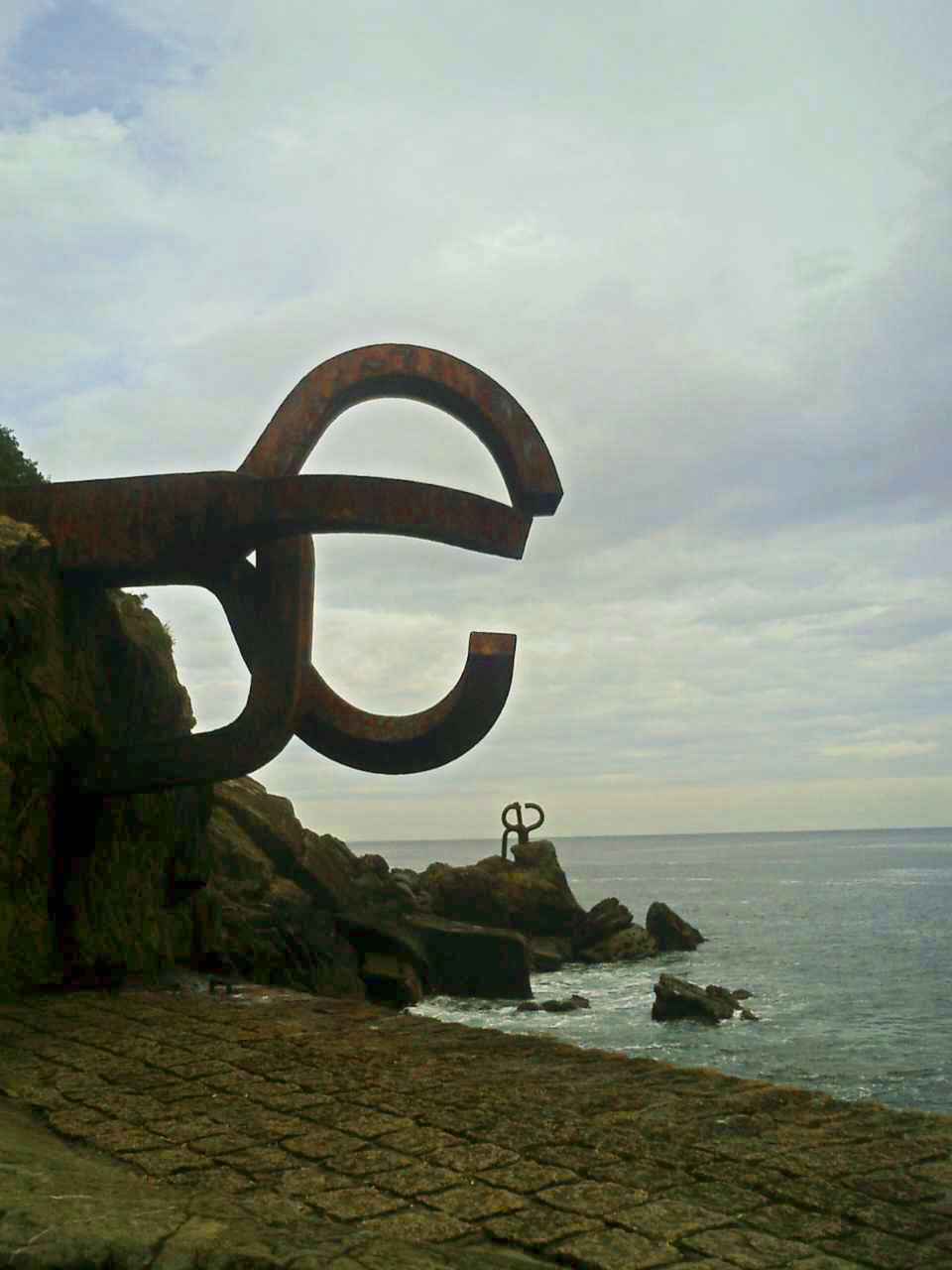
La Pinta del Vent a Donosti, possiblement l'obra més coneguda de l'autor, ja que inclús va arribar a sortir reproduïda en una emissió de monedes de 5 pessetes del Banc d'Espanya.
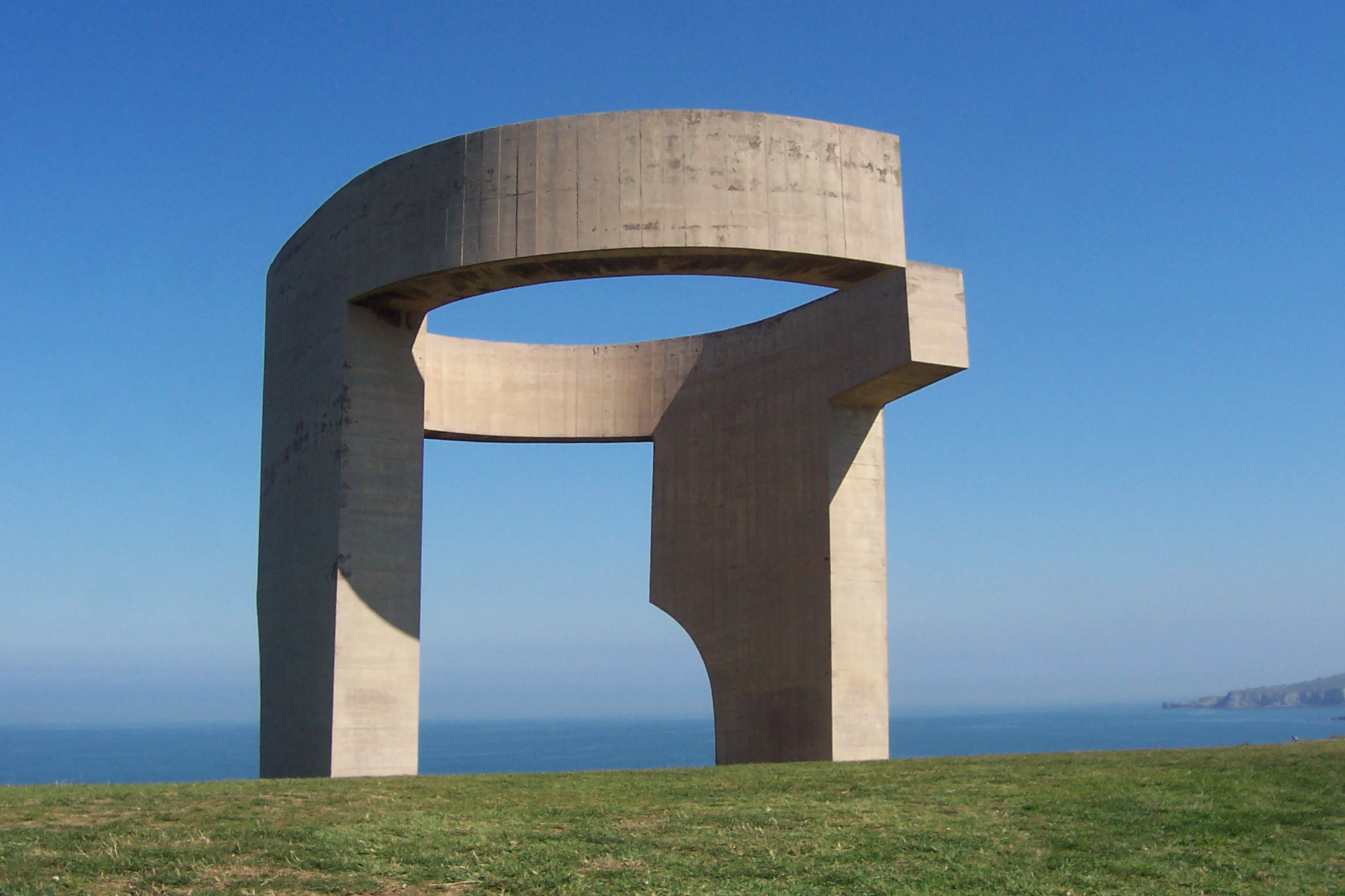
Elogi de l'Horitzó, formigó (1989), Gijón
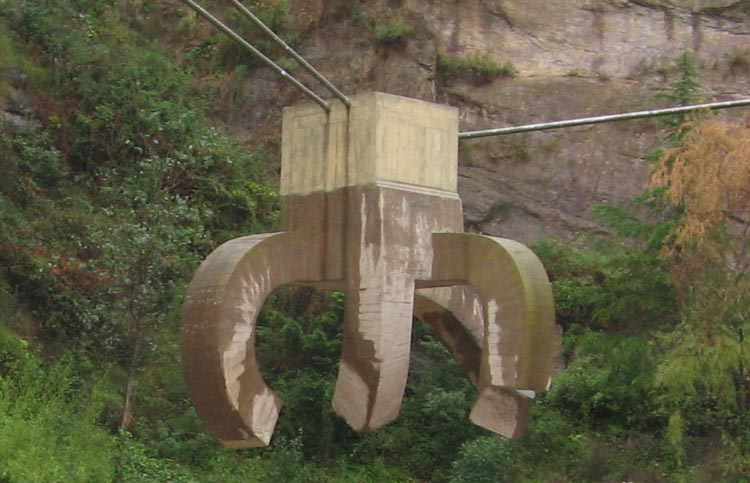
Elogi de l'aigua, escultura sostinguda sobre el Parc de la Creueta del Coll de Barcelona
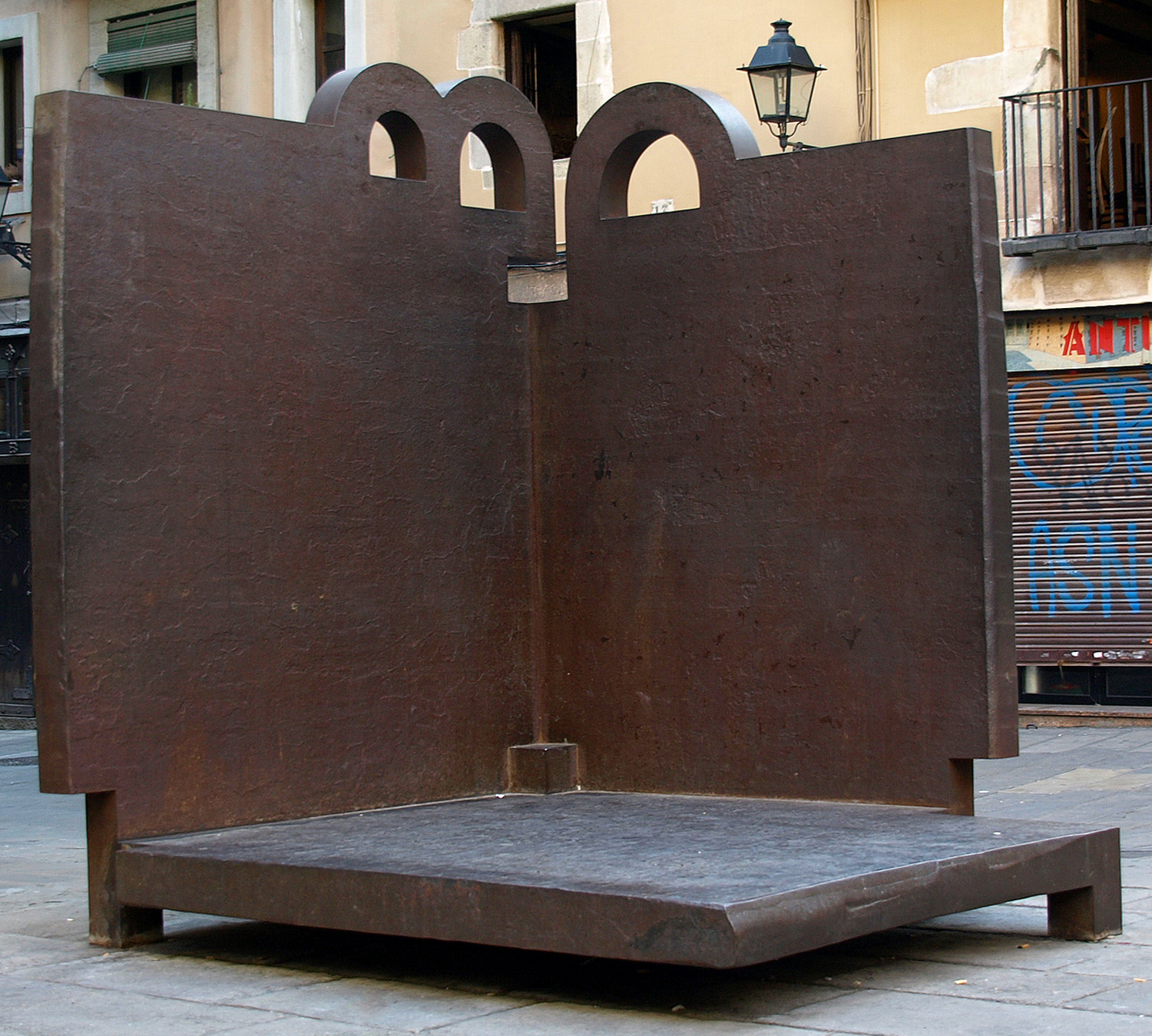
«Topos V» a la plaça del Rei de Barcelona
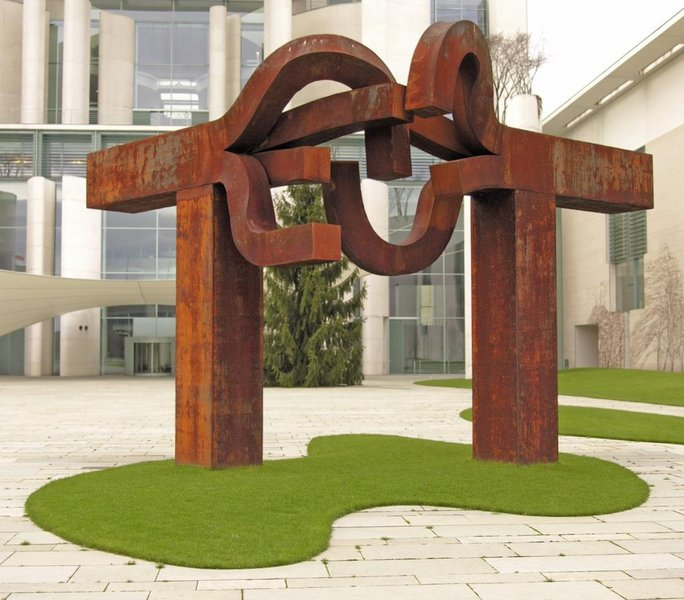
Escultura Berlín (2000) de Chillida per a l'Oficina del Canceller Federal a Berlín.